# Canon Type 97 57 mm
Le canon de char Type 97 de 57 mm  était l'armement principal du Type 97 Chi-Ha, char moyen de l'Armée Impériale Japonaise au cours de la Seconde Guerre mondiale.

## Conception et utilisation

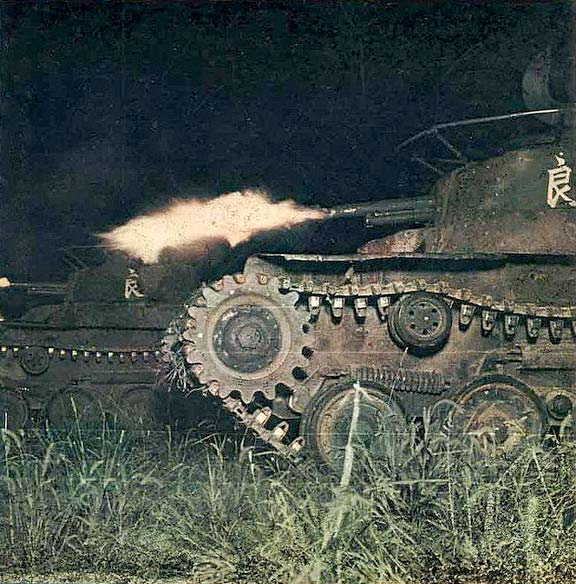
Deux chars Chi-Ha de la 1 division blindée japonaise faisant feu, de nuit, en janvier 1943.

Le Type 97 Chi-Ha fut le char moyen japonais le plus produit au cours de la guerre. Son canon de 57 mm, conçu pour le support d'infanterie par l'Arsenal d'Osaka, était une amélioration du Type 90 armant le char Type 89 I-Go. Le canon avait une faible vitesse initiale qui le rendait impropre au combat antichar. Au cours de la Bataille de Khalkhin Gol contre les BT soviétiques en 1939, le canon s'est avéré insuffisant. Il peut toutefois, en conditions idéales, prétendre percer 25 mm de blindage vertical à 1 000 m.
Après ces combats, un nouveau canon antichar fut étudié pour le Chi-Ha, avec un calibre de 47 mm - calibre inférieur au 57 mm mais avec une meilleure capacité antichar. À partir de 1942, le Type 1 47 mm armera le Type 97-Kai Shinhoto Chi-Ha.
Manipulée par un seul servant, la pièce se pointait à la manière d'un fusil-mitrailleur, avec une crosse d'épaule et une poignée à gâchette. La précision, là encore, était acceptable pour un appui-feu mais impropre au combat antichar.